# Wspinaczka sportowa na Zimowych Światowych Wojskowych Igrzyskach Sportowych 2017 – na czas mężczyzn

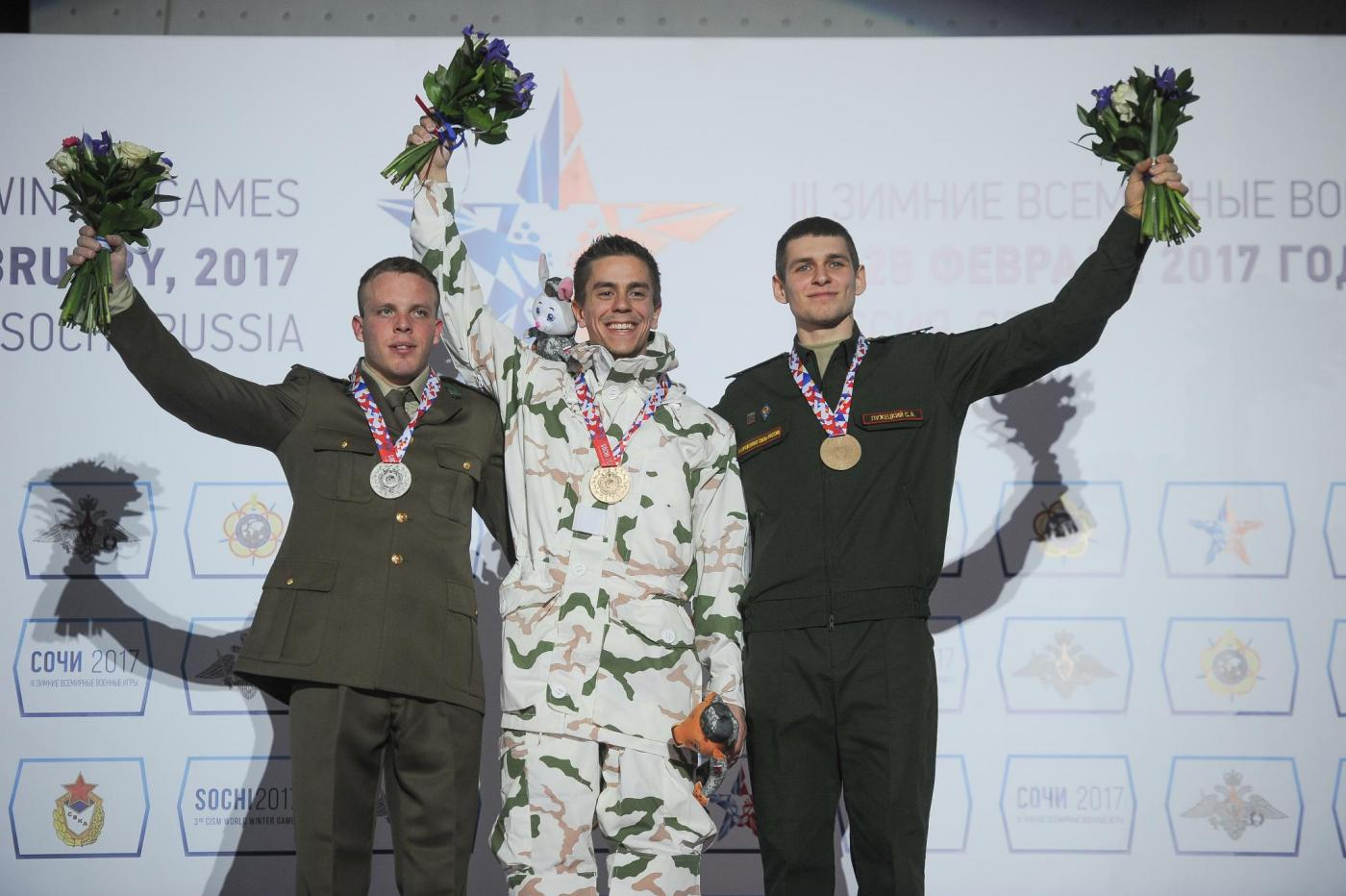
Soczi 2017 - Podium kwiatowe.

Wspinaczka na czas – jedna z ekstremalnych konkurencji sportowych rozgrywana przez mężczyzn na 3. Zimowych Światowych Wojskowych Igrzyskach Sportowych w ramach wspinaczki sportowej podczas igrzysk wojskowych w pałacu lodowym „Bolszoj” w Soczi w dniu 27 lutego 2017. Konkurencję mężczyzn wygrał Francuz Guillaume Moro (złoto), Włoch Leonardo Gontero (srebro), a brąz dla Rosjanina Siergeja Luzeckiego.

## Terminarz
Konkurencja rozpoczęła się eliminacjami w dniu 27 lutego o godzinie 9:30 (czasu miejscowego). Finał rozegrano o godz 16:00. Konkurencja na czas mężczyzn odbywała się w tym samym czasie co zawody kobiet.
| Harmonogram przebiegu konkurencji | Harmonogram przebiegu konkurencji | Harmonogram przebiegu konkurencji |
| Data                              | Godzina (UTC+03:00)               | Wydarzenie                        |
| --------------------------------- | --------------------------------- | --------------------------------- |
| 27 lutego 2017(dts)               | 9:30                              | Kwalifikacje                      |
| 27 lutego 2017(dts)               | 16:00                             | Finał                             |

## Uczestnicy
Do zawodów zgłoszonych zostało 12 zawodników reprezentujących 5 kraje.
- Austria (1)
- Francja (3)
- Kazachstan (3)
- Rosja (2)
- Włochy (3)

## Medaliści
| Złoto                    | Srebro                    | Brąz                     |
| Francja · Guillaume Moro | Włochy · Leonardo Gontero | Rosja · Siergej Luzeckij |

## Wyniki
| Rank. | Zawodnik            | Państwo    | Kwalifikacje | Kwalifikacje | Kwalifikacje | 1/4 finału | 1/2 finału | Finał |
| Rank. | Zawodnik            | Państwo    | Ścieżka A    | Ścieżka B    | Max rezultat | 1/4 finału | 1/2 finału | Finał |
|       |                     |            |              |              |              |            |            |       |
| 01 !  | Guillaume Moro      | Francja    | u            | 6,8          | 6,8          | 7,0        | 6,7        | 6,4   |
| 02 !  | Leonardo Gontero    | Włochy     | 8,2          | 6,7          | 6,7          | 6,9        | 6,5        | 6,4   |
| 03 !  | Siergej Luzeckij    | Rosja      | 6,9          | 7,3          | 6,9          | 7,1        | 8,7        | 6,5   |
| 4     | Alessandro Santoni  | Włochy     | u            | 7,1          | 7,1          | 6,9        | 6,6        | 6,7   |
| 5     | Manuel Cornu        | Francja    | 7,7          | 8,4          | 7,7          | 7,5        | N/A        | N/A   |
| 6     | Lukas Knapp         | Austria    | 8,4          | 8,5          | 8,4          | 9,2        | N/A        | N/A   |
| 7     | Roman Kostjukov     | Kazachstan | 8,2          | 8,2          | 8,2          | 10,7       | N/A        | N/A   |
| 8     | Wladislaw Myznikov  | Rosja      | 7,2          | 7,2          | 7,2          | u          | N/A        | N/A   |
| 9     | Artjom Dewjaterikov | Kazachstan | 8,4          | 8,8          | 8,4          | N/A        | N/A        | N/A   |
| 10    | Nikita Dewjaterikov | Kazachstan | 8,6          | 8,8          | 8,6          | N/A        | N/A        | N/A   |
| 11    | Thomas Dupin        | Francja    | 9,5          | u            | 9,5          | N/A        | N/A        | N/A   |
| 12    | Marcello Bombardi   | Włochy     | 10,3         | 10,9         | 10,3         | N/A        | N/A        | N/A   |

Źródło: